# Vicent J. Martínez
Vicent J. Martínez (nacido el 19 de noviembre de 1962 en Valencia, España) es un astrónomo español, catedrático de la Universidad de Valencia, especializado en cosmología, en particular en el estudio de la distribución a gran escala de la materia en el Universo y la formación y evolución de las galaxias. Fue pionero en la aplicación de los fractales en este campo de investigación, así como en la introducción de su estudio en la docencia universitaria en España. Es uno de los autores de la teoría del planeta gigante con troyanos para explicar el misterioso comportamiento de la estrella de Tabby.
Firme defensor de la divulgación científica y de la transmisión del conocimiento a la sociedad, por su tarea ha recibido el Premio José María Savirón de Divulgación Científica 2013.

## Biografía
Vicent Josep Martínez García nació en Valencia el 19 de noviembre de 1962. Está casado y es padre de tres hijos. Estudió el bachillerato en el Instituto Juan de Garay de la misma ciudad. Reside en Chirivella, cerca de Sant Marcel·lí, el barrio donde se crio. Licenciado en Ciencias Matemáticas por la Universidad de Valencia con Premio Extraordinario. Realizó su tesis doctoral (“La textura del Universo”) en el Instituto Nórdico de Física Atómica de Copenhague bajo la dirección del profesor Bernard T. Jones y obtuvo el doctorado en la Universidad de Valencia en 1989. Su tesis doctoral obtuvo el Premio Eduard Fontserè de l’Institut d’Estudis Catalans en 1990.
En 1991 ocupó plaza de profesor titular de Astronomía y Astrofísica en la Universidad de Valencia, y desde 2009 ocupa una cátedra en la misma área de conocimiento. En 1995 participó en la formación del Departament d’Astronomía i Astrofísica, del que fue su primer secretario. Durante 27 años ha impartido docencia en la Universidad, incluyendo cursos de grado y máster no sólo en Física y Matemáticas, sino también en Química, Periodismo e Ingenierías. 
Firme partidario de transmitir el conocimiento científico a la sociedad, ha impulsado numerosas iniciativas en este sentido, como el proyecto educativo “L'Aula del Cel” (en colaboración con la Generalidad Valenciana), gracias al cual miles de estudiantes valencianos de educación primaria, secundaria, y bachillerato visitan cada año el Observatorio Astronómico de la Universidad de Valencia. Ha colaborado en un sinnúmero de actividades de difusión de la cultura científica, con más de un centenar de charlas y conferencias de divulgación, y más de un centenar de artículos. Ha sido responsable de la creación y mantenimiento de Conec, portal web dedicado a la divulgación científica.

## Gestión
Fue nombrado director del Observatorio Astronómico de la Universidad de Valencia por el rector Pedro Ruiz en 2000, cargo que desempeñó durante 11 años. Durante su dirección este centro experimentó un gran impulso en sus actividades de investigación y divulgación de la Astronomía. 
Es miembro fundador de la Red Europea de Cosmología y de la Sociedad Española de Astronomía, de cuya junta directiva formó parte durante ocho años. 
Fue nombrado coordinador de la Red de Infraestructuras Astronómicas (RIA) desde octubre de 2017 hasta abril del 2021, dependiente del Ministerio de Economía, Industria y Competitividad cuya función fue la de asesorar a la Administración General del Estado en relación con las Infraestructuras Científicas y Técnicas Singulares (ICTS) en Astronomía.

## Actividad Investigadora
Su investigación está dedicada a la aplicación de métodos de estadística espacial a la distribución de las galaxias y la evolución de sus propiedades. También ha trabajado en el análisis de datos de la radiación cósmica de fondo y en el estudio sistemático de la evolución cósmica. Ha realizado contribuciones en otros campos de la astronomía (distribución de masas de asteroides en el cinturón principal, estudio de bólidos y meteoros, o el misterio de la estrella KIC 8462852) y de la física (análisis multifractal de atractores extraños, series espectrales o láseres).  
Ha participado en más de una treintena de proyectos de investigación financiados por organismos públicos a nivel autonómico, estatal, europeo e internacional, actuando como investigador responsable en la mayor parte de ellos. 
Ha publicado más de 80 artículos en revistas internacionales, incluidas las de mayor prestigio como Science y Reviews of Modern Physics. Su índice h es 26. Ha asistido a más de 30 congresos internacionales. Es también autor de dos libros de texto de nivel universitario: “Astronomia Fundamental” publicado por la Universidad de Valencia y “Statistics of the Galaxy Distribution” publicado en Estados Unidos, obra de referencia internacional en el área. Ha realizado estancias de investigación en centros de Suiza, Francia, Holanda, Dinamarca, Italia y el Reino Unido, e impartido seminarios en prestigiosos centros de investigación de todo el mundo.

## Distinciones
Fue pionero en la introducción de nuevas disciplinas en la docencia universitaria, como la enseñanza de caos y fractales dentro de los planes de estudio de la Universidad de Valencia, tanto a nivel de tercer ciclo como en los estudios de segundo ciclo, por lo que recibió el Premio a la Enseñanza y Divulgación de la Física de la Real Sociedad Española de Física y la Fundación BBVA (2011), así como el Premio de Excelencia Docente del Consejo Social de la Universidad de Valencia y la Generalidad Valenciana (2016).
Por su tarea divulgadora ha recibido el Premio José María Savirón de Divulgación Científica 2013. En 2005 ganó el Premio de Divulgación Científica “Estudi General” por su libro “Marineros que surcan los cielos” y en 2016 el Premio Prisma al mejor texto inédito por su libro “Fractales y Caos, la aventura de la complejidad”. Ha obtenido también varios premios como guionista y/o productor de vídeos breves de divulgación científica.